# Ucayali
Ucayali (španělsky Río Ucayali [ˈri.o ukaˈʝali]IPA) je řeka v Peru, v Jižní Americe. Je 1600 km dlouhá, společně s řekou Apurímac pak měří 2670 km. Povodí má rozlohu přibližně 315 000 km².

## Průběh toku
Vzniká soutokem řek Tambo (dolní tok Apurímacu, středním tok se nazývá Ene) a Urubamba, které pramení v Centrálních Andách jako Vilcanota. Na horním toku protéká horami a na dolním Amazonskou nížinou, kde teče v širokém a velmi členitém korytě. Soutokem s řekou Marañón nedaleko peruánského města Iquitos vzniká Amazonka. Je pravou zdrojnicí Amazonky a bývá považována za její hlavní pramenný tok.

## Vodní režim
Nejvyšší vodnosti dosahuje od září do března. Průměrný roční průtok vody činí přibližně 12 600 m³/s.

## Využití
Vodní doprava je možná do města Cumaria.